# Dedications to A.A.&J.C.-Max's mood
Dedications to A.A. & J.C. - Max's mood è un disco registrato nel 1980 da Massimo Urbani a Bologna per l'etichetta Red Records, con Luigi Bonafede al pianoforte, Furio Di Castri al contrabbasso e Paolo Pellegatti alla batteria.

## Il disco
Il disco contiene delle composizioni originali di Massimo Urbani e alcuni brani standard del repertorio jazz. Sin dalle prime note del primo brano, "Dedications", si riconoscono il suono e il fraseggio inconfondibili e unici di Massimo Urbani e si è immersi nell'atomosfera di questo suo disco. "Dedications" comincia con un'introduzione in tempo rubato nella quale suonano Urbani, Di Castri e Pellegatti. Circa 4 minuti dopo l'inizio si comincia a sentire il suono del pianoforte di Bonafede che arriva a dare corpo all'armonia. A questo punto l'introduzione sale di intensità, per scendere di nuovo subito dopo e lasciare spazio a un solo di Pellegatti sulla batteria, suonato soprattutto sui tom e i piatti. Verso gli 8:40 Urbani enuncia il tema della sua composizione, accompagnato dal gruppo, cominciando subito a un livello elevato di volume, di intensità e di complessità armonica e melodica. Nonostante questa complessità, durante tutto il suo solo Urbani usa delle frasi tipiche del suo vocabolario (come ad esempio a 10:27 e 11:15). Verso i 12:15 Urbani lascia il posto al solo di Bonafede che lo comincia con una successione di accordi che forniscono una transizione dall'accompagnamento della performance di Urbani al suo solo che a 13:10 sale rapidamente di intensità. Verso i 14:35 Bonafede richiama Urbani sul podio con una transizione nel senso contrario alla precedente, suonando il tema armonizzato, sul quale Urbani rientra e termina il brano.
L'ascoltatore non fa in tempo a riprendersi dall'esperienza di ascolto di "Dedications" che "Naima", il secondo brano, comincia con Urbani che suona il tema su un tempo rubato. A 2:59 Bonafede comincia il solo di piano conducendo la sezione ritmica su un tempo moderato con degli accordi a blocchi e idee melodiche che alternano ripetutamente tensioni e risoluzioni. Ma è a 4:16 che Bonafede sorprende l'ascoltatore con un'idea ritmica su cui la melodia cambia e segue il percorso degli accordi del brano, provocando una tensione che inchioda l'ascoltatore davanti allo stereo, lasciandolo a chiedersi dove quest'idea andrà a finire. Dopo aver condotto l'ascoltatore fino al vertice della tensione del suo solo, Bonafede risolve e finisce il suo a 5:33, dove Urbani rientra e suona il tema, di nuovo in tempo rubato, concludendo il brano.

## Tracce
1. Dedications (to Albert Ayler and John Coltrane) - 16:25 (M. Urbani)
2. Naima - 9:20 (J. Coltrane)
3. L'amore - 10:00
4. Max's mood - 13:50 (M. Urbani)
5. Scrapple from the apple - 3:50 (C. Parker)
6. Speak low - 6:20 (K. Weill)
7. Soul eyes - 10:20 (M. Waldron)

## Formazione
- Massimo Urbani - sax alto
- Luigi Bonafede - pianoforte
- Furio Di Castri - contrabbasso
- Paolo Pellegatti - batteria